# Škoda Kamiq GT

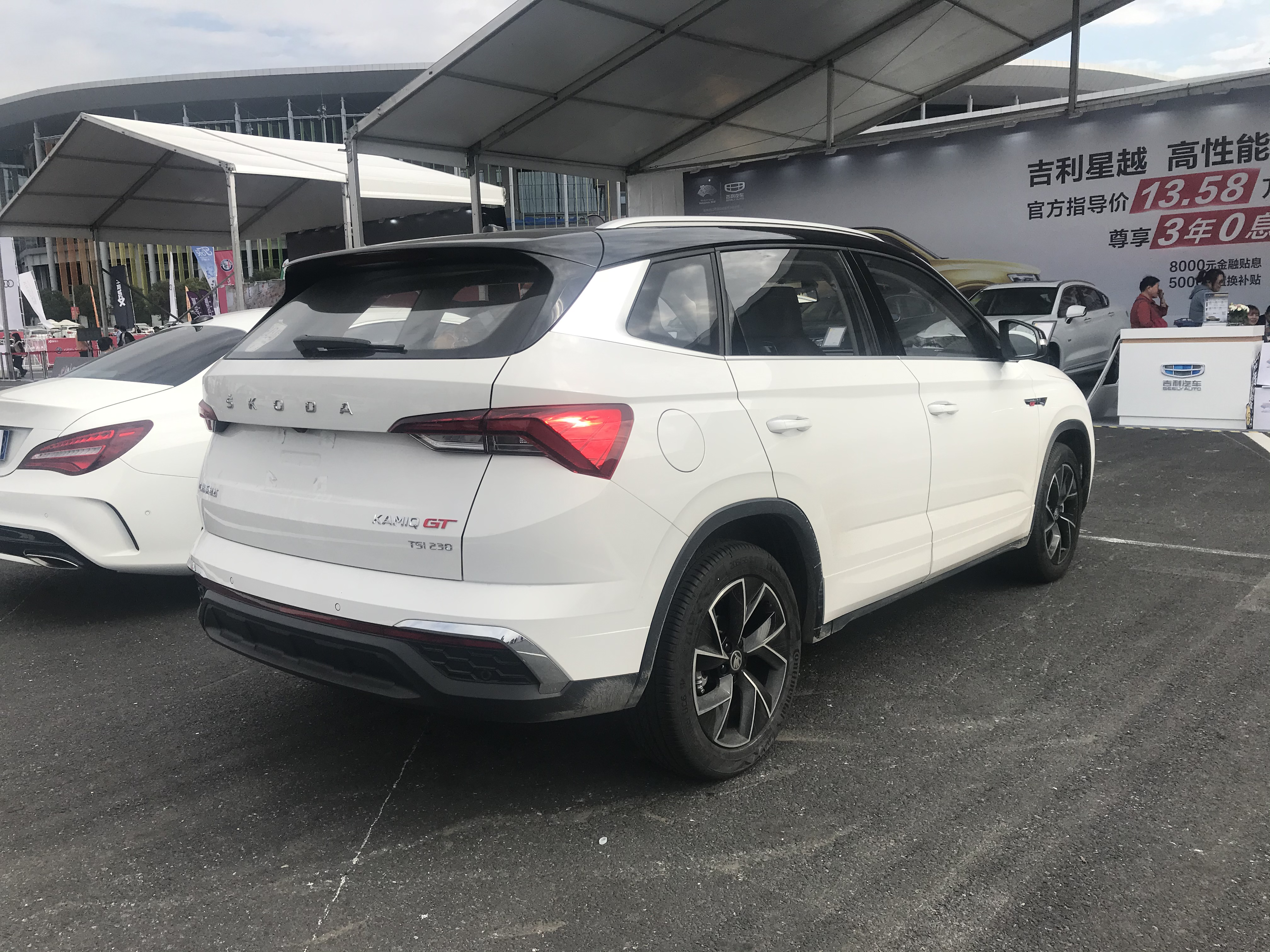
Heckansicht

Der Škoda Kamiq GT ist ein Sport Utility Vehicle des chinesisch-deutsch-tschechischen Automobilhersteller-Joint-Ventures SAIC Škoda.

## Geschichte
Vorgestellt wurde das SUV am 4. November 2019 im chinesischen Tianjin. Kurz darauf kam es in China in den Handel. Für andere Märkte ist die in China hergestellte Baureihe nicht vorgesehen. Einen optischen Ausblick auf das Modell zeigte der Hersteller bereits im Juni 2019 auf der Shenzhen International Auto Show mit dem Konzeptfahrzeug Škoda Vision GT.

## Technik
Das Fahrzeug basiert auf dem 2018 eingeführten Kamiq für den chinesischen Markt. Dieser entspricht nicht dem in Europa angebotenen Kamiq. Gegenüber dem Basismodell hat der Kamiq GT unter anderem einen breiteren Kühlergrill, andere Auspuffblenden und einen etwas flacher auslaufenden Dachverlauf und wird daher auch als SUV-Coupé bezeichnet. Auch preislich ist das Modell oberhalb des chinesischen Kamiq positioniert. Außerdem war neben dem 82 kW (111 PS) starken 1,5-Liter-Ottomotor noch ein aufgeladener 1,2-Liter-Ottomotor mit 85 kW (116 PS) im Handel.
Mit dem Kodiaq GT bietet Škoda ein weiteres als SUV-Coupé bezeichnetes Modell ausschließlich auf dem chinesischen Markt an.

## Technische Daten
|                                            | 1.5                              | 1.5                              | 230 TSI                          |
| ------------------------------------------ | -------------------------------- | -------------------------------- | -------------------------------- |
| Bauzeitraum                                | seit 05/2023                     | 11/2019–05/2023                  | 11/2019–01/2022                  |
| Motorart                                   | Ottomotor                        | Ottomotor                        | Ottomotor                        |
| Motortyp                                   | Reihenbauart, Direkteinspritzung | Reihenbauart, Direkteinspritzung | Reihenbauart, Direkteinspritzung |
| Zylinder/Ventile                           | 4/16                             | 4/16                             | 4/16                             |
| Hubraum                                    | 1498 cm³                         | 1498 cm³                         | 1197 cm³                         |
| max. Leistung bei min−1                    | 80 kW (109 PS) bei 6200          | 82 kW (111 PS) bei 6100          | 85 kW (116 PS) bei 5000          |
| max. Drehmoment bei min−1                  | 141 Nm bei 4000                  | 145 Nm bei 4000                  | 200 Nm bei 2000–3500             |
| Antriebsart                                | Vorderradantrieb                 | Vorderradantrieb                 | Vorderradantrieb                 |
| Getriebe                                   | 6-Gang-Automatikgetriebe         | 6-Gang-Automatikgetriebe         | 7-Stufen-Doppelkupplungsgetriebe |
| Leergewicht                                | 1335 kg                          | 1335 kg                          | 1360 kg                          |
| Beschleunigung, 0–100 km/h                 | 14,0–14,7 s                      | 14,0 s                           | 11,5 s                           |
| Höchstgeschwindigkeit                      | 178 km/h                         | 178 km/h                         | 182 km/h                         |
| Kraftstoffverbrauch auf 100 km, kombiniert | 6,6 l Super                      | 6,0 l Super                      | 5,8 l Super                      |
| Tankinhalt                                 | 53 l                             | 55 l                             | 55 l                             |
| Abgasnorm                                  | China VI b                       | China VI                         | China VI                         |